# All I Want
„All I Want” este un cântec al grupului muzical britanic Mis-Teeq. Acesta fost compus de Sunship pentru primul material discografic de studio al grupului, Lickin' On Both Sides. Piesa a fost lansată ca cel de-al doilea single al albumului în luna iunie a anului 2001.
Discul a obținut locul 2 în UK Singles Chart, devenind cel de-al doilea cântec al grupului ce obține o clasare de top 10. „All I Want” a câștigat poziții de top 40 și în Australia și Belgia.

## Lista cântecelor
Disc single distribuit în Regatul Unit
1. „All I Want” (editare radio de Sunship)
2. „All I Want” (remix de Ignorants)
3. „All I Want” (remix de Blacksmith)

## Clasament
| Clasament               | Poziția maximă | Referință |
| ----------------------- | -------------- | --------- |
| Australia Singles Chart | 31             | [ 4 ]     |
| Belgium Singles Chart   | 23             | [ 4 ]     |
| Swiss Singles Chart     | 82             | [ 4 ]     |
| UK Singles Chart        | 5              | [ 5 ]     |